# Arsen Cebrzyński
Arsen Cebrzyński (ur. 24 lutego?/8 marca 1912 w Batumi, zm. 11 września 1940 w Pembury) – porucznik pilot Wojska Polskiego.

## Życiorys
Wraz z rodziną wrócił do Polski w 1918 roku i zamieszkał w Warszawie. W 1932 wstąpił do Szkoły Podchorążych Lotnictwa w Dęblinie (VIII promocja). 4 sierpnia 1934 roku Prezydent RP Ignacy Mościcki mianował go podporucznikiem ze starszeństwem z 15 sierpnia 1934 roku i 17. lokatą w korpusie oficerów aeronautyki, a minister spraw wojskowych wcielił do 1 pułku lotniczego w Warszawie. W 1936 ukończył kurs w Wyższej Szkole Pilotażu w Grudziądzu. Następnie dostał przydział do 111 eskadry myśliwskiej. Na stopień porucznika został mianowany ze starszeństwem z 19 marca 1938 i 46. lokatą w korpusie oficerów lotnictwa, grupa liniowa. Brał udział w walkach podczas kampanii wrześniowej uzyskując pierwsze zestrzelenia. 
Po zakończeniu działań przez Rumunię przedostał się do Francji, gdzie brał udział w walkach w składzie II/6. Grupy Pościgowej - był dowódcą Klucza Frontowego "Ce" wyposażonego w samoloty Bloch MB.152. W kampanii francuskiej zestrzelił na pewno 1 i 5/6 samolotu nieprzyjaciela.
Po upadku Francji 7 lipca 1940 ewakuowany do Anglii przez Oran. Przydzielony do dywizjonu 303, gdzie przybył 21 sierpnia 1940. 11 września 1940 roku, w swoim pierwszym locie bojowym w Dywizjonie 303, został zestrzelony i rozbił się ok. 16:15 na farmie Hitchens w Pembury. Jego ciało znaleziono niedaleko rozbitego samolotu Hurricane (nr ser. V6667, znaki RF-K). Pochowany na cmentarzu Northwood, grób H187.

## Odznaczenia
- Polowa Odznaka Pilota
- Krzyż Walecznych (dwukrotnie)[7]
- Medal Lotniczy

## Zwycięstwa powietrzne
Na liście Bajana został sklasyfikowany na 124. pozycji. Zaliczono mu zniszczenie 2 i 1/6 samolotu nieprzyjaciela zestrzelonego na pewno.
Zestrzelenia pewne:
- Bf 109 – 3 września 1939[9]
- 1/3 Bf 110 – 3 września 1939 (razem z Krasnodębskim i Fericiem)[10].
- 1/? Ju 87 – 5 września 1939[9]
- He 111 – 5 czerwca 1940[11]
- 1/2 He 111 – 5 czerwca 1940 (wspólnie z Zdzisławem Hennebergiem)[12]
- 1/3 Hs 126 – 15 czerwca 1940[11]